# Hermine af Schaumburg-Lippe
Prinsesse Hermine til Schaumburg-Lippe (tysk: Prinzessin Hermine zu Schaumburg-Lippe) (5. oktober 1845 – 23. december 1930) var en tysk prinsesse af Schaumburg-Lippe, der gennem sit ægteskab blev titulær hertuginde af Württemberg.
Prinsesse Hermine var datter af Fyrst Adolf 1. Georg af Schaumburg-Lippe og blev gift med Hertug Maximilian af Württemberg i 1876.

## Biografi
Prinsesse Hermine blev født den 5. oktober 1845 i Fyrstendømmet Schaumburg-Lippes hovedstad Bückeburg. Hun var det første barn født i ægteskabet mellem Arveprins Adolf Georg af Schaumburg-Lippe og Prinsesse Hermine af Waldeck og Pyrmont og blev født mindre end et år efter forældrenes bryllup. Det lille fyrstendømme Schaumburg-Lippe i det centrale Tyskland blev på det tidspunkt regeret af Hermines bedstefar, Fyrst Georg 1. Vilhelm af Schaumburg-Lippe, der nød stor kærlighed og respekt fra sine undersåtter.
Prinsesse Hermine fik senere fire yngre brødre og tre søstre, hvoraf af søstrene kun lillesøsteren Prinsesse Ida overlevede. Børnene blev på trods af deres aristokratiske oprindelse opdraget meget enkelt. Det blev bemærket, at de "vidste mere om køkkenet end et betydeligt antal kvinder i lavere klasser." Samtidig fik de en god alsidig uddannelse. Familien boede på Bückeburg Slot.
Hendes far, der var i preussisk militærtjeneste og havde rang af generalløjtnant, blev den regerende fyrste af Schaumburg-Lippe i slutningen af november 1860. Han deltog i den fransk-preussiske krig og proklamationen af det tyske kejserrige i 1871. Under hans regeringstid blev slottet restaureret.
Prinsesse Hermine giftede sig efter sin yngre søster i en alder af 30 år. Hendes forlovede var den 47-årige Hertug Maximilian af Württemberg, som var den eneste søn af Hertug Paul Wilhelm af Württemberg og en fætter til den regerende konge af Württemberg Karl 1. Brylluppet fandt sted den 16. februar 1876 i Bückeburg. Parret havde ingen børn.
Parret boede i Regensburg i Kongeriget Bayern i Württemberg-paladset, som tidligere havde tilhørt Maximilians mor, Maria Sophia af Thurn og Taxis. Regensburg var også hjemsted for overhovedet for familien Thurn og Taxis, Fyrst Maximilian Maria, der var en fætter til Hertug Maximilian på mødrene side.
Hermines mand var frimurer og medlem af overhuset i Württembergs Landdag, men han stoppede med at deltage i landdagens møder, før han giftede sig med hende. Han døde den 29. juli 1888 og testamenterede Württemberg-paladset til Hermine, hvor hun boede i mere end 40 år. Hertuginden døde før jul 1930 under Weimar-republikken. Hun blev begravet ved siden af sin mand i slotskirken i Ludwigsburg.